# SN 2009be
SN 2009be – supernowa typu Ia odkryta 17 marca 2009 roku w galaktyce A114154+1025. W momencie odkrycia miała maksymalną jasność 20,10m.